# Pāremeta te Kuku Airani
Pāremeta te Kuku Airani, Rarotonganisch für „Parlament der Cookinseln“ (en.: Parliament of the Cook Islands) ist die Legislative der Cookinseln. Es wurde unter dem neuseeländischen Mandat der Vereinten Nationen eingeführt und wurde bei der Unabhängigwerdung 1965 die nationale Legislative.
Das Parlament besteht aus 24 Mitgliedern, welche direkt mit allgemeiner Wahl in Wahlkreisen mit Einzelsitzen gewählt werden. Mitglieder werden auf begrenzte Zeit gewählt und sind im Amt, bis das Parlament aufgelöst wird (maximal vier Jahre). Das Parlament trifft sich in Avarua, der Hauptstadt der Cookinseln in Rarotonga.
Die Verfassung der Cookinseln folgt dem Westminster-System und wird vom Kabinett und vom Premierminister geleitet, die aus der Mehrheit des Parlaments gewählt werden.
Speaker of the House ist derzeit Tai Tura. Stellvertretender Speaker ist Tingika Elikana.

## Geschichte
Das Cook Islands Parliament (Kuku Airani Pāremeta) entstand aus dem Cook Islands Legislative Council, welches im Oktober 1946 begründet worden war. Das Parlament war als subordinate legislature gegründet worden zur politischen Repräsentation und besseren lokalen Verwaltung der Inseln. Es erhielt die Kompetenz für „Frieden, Ordnung und gute Regierung“ („peace, order, and good government“) der Inseln Regeln zu schaffen, aber durfte keine Gesetze verabschieden, welche die Gesetze von Neuseeland brechen, Steuern einführen, Zölle erheben, oder Kriminalstrafen einführen, welche mehr als ein Jahr Gefängnis oder mehr als 100 £ Geldbuße veranlassen. Das Gremium bestand damals aus 20 Mitgliedern, zehn „offiziellen“ Mitgliedern, welche vom Generalgouverneur von Neuseeland ernannt wurden, und aus zehn „inoffiziellen“ Mitgliedern, welche aus den Island Councils berufen wurden. Vorsitzender war der Resident Commissioner of the Cook Islands. Spätere Regelungen für die Verteilung der „unofficial members“ sahen vor, dass die Sitze zwischen den verschiedenen Inseln aufgeteilt würden, 3 von Rarotonga, 6 von den Outer Islands und 1 für die europäischen Einwohner. Die Island Representatives wurden jährlich gewählt, während die europäischen Repräsentanten für dreijährige Amtszeiten gewählt wurden.
Das Legislative Council wurde 1957 reorganisiert als Legislative Assembly mit 22 gewählten Mitgliedern und 4 ernannten Beamten. Fünfzehn der Mitglieder wurden in geheimer Wahl direkt gewählt und sieben wurden aus den Island Councils gewählt. 1962 erhielt die Assembly volle Verfügung über ihr eigenes Budget. Im selben Jahr wurde über die politische Zukunft des Landes diskutiert und die Selbst-Regierung in freier Assoziation mit Neuseeland bestimmt. Anlässlich der Unabhängigkeit 1965 erlangte das Parlament volle Souveränität. Es wurde 1981 umbenannt in „Parliament of the Cook Islands“.
Sowohl die Größe des Parlaments, als auch die Wahlperioden waren seither Fluktuationen unterworfen. 1965 bestand das Parlament aus 22 Mitgliedern, welche für drei Jahre gewählt wurden. Der Umfang wurde noch 1981 auf 24 Mitglieder erweitert und 1991 auf 25. 2003 wurde die Anzahl der Sitze wieder auf 24 reduziert, als die Overseas Constituency (Übersee-Wahlkreis) unter der Verfassungsergänzung von 1980–81 abgeschafft wurde. Die ursprünglich dreijährige Wahlperiode wurde 196 auf vier Jahre verlängert und 1981 auf fünf Jahre. Ein Referendum, die Wahlperiode wieder auf vier Jahre zu verkürzen erreichte  1999 nicht die notwendige Zweidrittel-Mehrheit, wurde aber 2004 verabschiedet.

## Abgeordnete und Wahlen

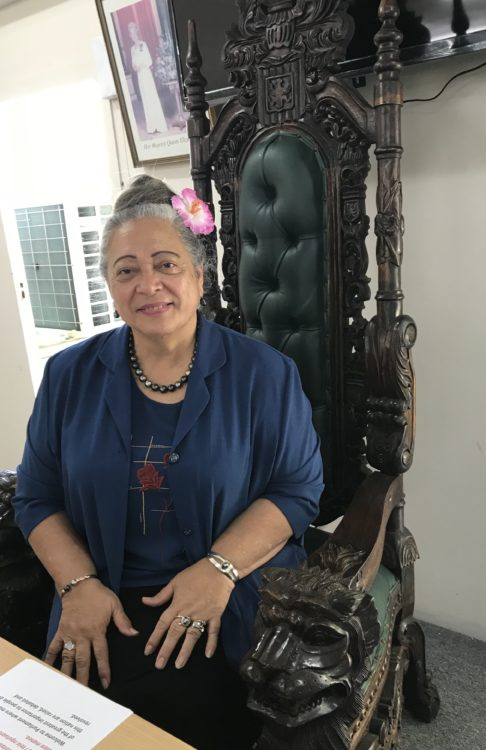
Speaker Niki Rattle auf dem Speaker’s Chair 2017.

Das Parlament ist nach dem Vorbild des englischen House of Commons aufgebaut. Es besteht aus 24 Mitgliedern, den „Members of Parliament“ (MPs, Abgeordnete). Die Abgeordneten werden in allgemeinen Wahlen nach dem Mehrheitswahlrecht in Einzelwahlkreisen gewählt. Zehn MPs werden aus Wahlkreisen auf der Hauptinsel Rarotonga gewählt, jeweils drei von den Insel Aitutaki und Mangaia, zwei von Atiu und jeweils einer von Manihiki, Mauke, Mitiaro, Penrhyn, Pukapuka und Rakahanga.
Die Exekutive der Regierung der Cookinseln (the Cook Islands Cabinet) bezieht ihre Mitglieder exklusiv aus dem Parlament, je nachdem, welche Partei oder Parteien die Mehrheit haben. Der Prime Minister of the Cook Islands ist der Vorsitzende der Regierung; der King’s Representative ernennt den Premierminister. Der Premierminister und das Kabinett sind bis zur nächsten Wahl im Amt, oder bis sie durch ein Misstrauensvotum abgesetzt werden. Die Cookinseln sind durch ein Zweiparteiensystem gekennzeichnet, wobei Abgeordnete oft als unabhängige Kandidaten antreten.
Der Premierminister ist derzeit Mark Brown von der Cook Islands Party und Leader of the Opposition ist Tina Browne, von der Democratic Party.

### Wahlergebnisse
In den Wahlen vom 1. August 2022 wurden folgende Ergebnisse erzielt:
| Partei                  | Partei                                | Stimmen | %     | Sitze | ±   |
| ----------------------- | ------------------------------------- | ------- | ----- | ----- | --- |
|                         | Cook Islands Party                    | 3.890   | 44,07 | 12    | +2  |
|                         | Democratic Party                      | 2.377   | 26,93 | 5     | −6  |
|                         | Cook Islands United Party             | 1.660   | 18,81 | 3     | neu |
|                         | One Cook Islands Movement             | 237     | 2,68  | 1     | NC  |
|                         | Progressive Party of the Cook Islands | 18      | 0,2   | 0     | neu |
|                         | Independents                          | 645     | 7,31  | 3     | +1  |
| Invalid/blank votes     | Invalid/blank votes                   |         | –     | –     | –   |
| Gesamt                  | Gesamt                                | 8.827   | 100   | 24    | 0   |
| Quelle: MFRM Archivlink |                                       |         |       |       |     |

## Verabschiedung von Gesetzen
Nach dem Vorbild des Westminster-Systems werden Gesetze im Parlament als Gesetzentwurf (bills) eingebracht. Sie werden als Gesetze (Acts) bestätigt, nachdem sie drei Mal vom Parlament bestätigt wurden und die Zustimmung des King’s Representative erhalten haben. Die meisten Gesetzentwürfe werden von der Regierung eingebracht, aber einzelne MPs können ebenfalls ihre eigenen Gesetzentwürfe einbringen und ein Tag pro Woche ist für die Angelegenheiten der Mitglieder vorgesehen.
Debatten sind stark eingeschränkt. Es gibt keine Debatte zur Ersten oder Dritten Lesung, und oft auch keine zur Zweiten Lesung. Abstimmungen  werden durch Zuruf oder Aufteilung herbeigeführt und es Stimmrechtsvertretung ist nicht vorgesehen.

### Erste Lesung
Die erste Stufe des Gesetzgebungsprozesses ist die Erste Lesung (First Reading). Der Gesetzentwurf (bill) wird formell im Parlament vorgestellt und eine kurze Erklärung (title) wird vom „Clerk“ verlesen. Es gibt keine Debatte und keine Abstimmung.
Für den Zweck der Ersten Lesung kann der Gesetzentwurf nur aus dem kurzen Title bestehen.

### Zweite Lesung
Die Zweite Lesung kann bis zu einem Monat nach der ersten Lesung stattfinden. Es gibt normalerweise eine Debatte zu den Prinzipien und Vorteilen des Gesetzesentwurfs mit Redebeiträgen bis zur Länge von 20 Minuten. Wenn der Gesetzentwurf bestätigt wird, wird sein ausführlicher Text verlesen und er wird entweder ins Committee des ganzen Parlaments oder im Zweifel in ein Select Committee oder ins House of Ariki weitergegeben.
Wenn ein Gesetzentwurf ins Select Committee oder das House of Arikis weitergegeben wird, gibt es die zweite Lesung pro forma und es erfolgt keine Debatte.

### Beratung im Select Committee oder im House of Ariki
Gesetzentwürfe können in ein Select Committee oder ins House of Ariki zur Beratung weitergegeben werden. Das Committee oder das House of Ariki hat gewöhnlich drei Monate Zeit, den Gesetzentwurf zu besprechen, wobei die Zeit verlängert werden kann. Das Parlament kann Instruktionen zur Ausweitung oder Begrenzung der Bedingungen des Committees oder des House of Ariki geben.
Nach den Beratungen stimmt das Haus ab, ob der Bericht des Committee oder des House of Ariki akzeptiert wird. Wenn der Antrag durchgeht, geht der Gesetzentwurf direkt in die Dritte Lesung, ohne ein Committee. Alternativ kann der Entwurf wieder in das Committee of the Whole zur weiteren Besprechung zurückverwiesen werden.

### Committee of the whole House
Wenn ein Entwurf die Stufe des Committee of the Whole House erreicht, begibt sich das Parlament „into committee“, und bildet das Committee aller Abgeordneten um den Entwurf zu besprechen. Jedes Mitglied kann bis zu drei Mal zu jedem Abschnitt oder zu jeder Ergänzung sprechen, für jeweils bis zu 10 min. Aber die Debatte ist beschränkt auf die Details des Entwurfs und bezieht sich nicht auf die Prinzipien. Das Committee kann den Entwurf ergänzen, falls es dies für nötig befindet, sofern die Ergänzungen relevant für den Inhalt des Entwurfs und des bestimmten Falles ist und nicht im Widerspruch zu einer bereits vereinbarten Klausel steht. Ergänzungen können in der Debatte eingebracht werden oder schriftlich eingereicht werden und auf dem Order Paper vermerkt werden.
Wenn alle Klauseln besprochen worden sind, und die Ergänzungen befürwortet oder abgelehnt wurden, wird der Entwurf wieder zurückgegeben und es gibt ein abschließendes Votum, ob der Bericht des Committee vom House angenommen wurde.

### Dritte Lesung
Die Dritte Lesung kann am selben Tag stattfinden, wenn der Entwurf in das Committee of the Whole, ins House of Ariki oder ins Select Committee zurückgegeben wird. Kleinere Ergänzungen können angebracht werden um Fehler und Versehen auszubessern, aber keine substantiellen Ergänzungen (amendments) dürfen mehr vorgeschlagen werden. Es gibt keine Debatte. Wenn der Entwurf durchgegangen ist, wird er an den King’s Representative zur Zustimmung weitergegeben.

## Einzelne Komitees
Die Gesetzgebung wird durch Select Committees (ausgewählte Ausschüsse) überprüft. Diese müssen aus fünf bis sieben Parlamentsmitgliedern bestehen. Die Committees sind befugt, Zeugen und Aufzeichnungen zu entsenden, um sich bei den Beratungen Unterstützung zu holen. Wie in anderen Verfahren des Westminster-Systems sind die Verfahren der Select Committees durch Parliamentary Privilege geschützt.
Die Anzahl und Rollen der Subject Committees werden durch Standing Orders festgelegt. Derzeit existieren die folgenden Subject Committees:
| Select Committee                                                                                     | Verantwortlichkeit |
| --- | --- |
| Commerce Handel                                                                                      | Geschäftsentwicklung, Handel, Kommunikation, Verbraucherangelegenheiten, Energie, Informationstechnologie, Versicherungen und Renten.        |
| Education and Science Bildung und Wissenschaft                                                       | Bildung, Industrieausbildung, Forschung, Wissenschaft und Technologie.                                                                       |
| Finance and Expenditure Finanzen und Staatsausgaben                                                  | Prüfung der Jahresabschlüsse der Krone und der Abteilungen, Überprüfung der Leistung der Abteilungen, Staatsfinanzen, Einnahmen und Steuern. |
| Foreign Affairs, Immigration, and Trade Auswärtige Angelegenheiten, Einwanderung und Handel          | Zoll, Verteidigung, Abrüstung und Rüstungskontrolle, auswärtige Angelegenheiten, Einwanderung und Handel.                                    |
| Land, Local Government, and Cultural Affairs Land, Kommunalverwaltung und kulturelle Angelegenheiten | Land, Äußere Inseln, Kommunalverwaltung, Kultur, Sprache, traditionelle Angelegenheiten.                                                     |
| Law and Order Recht und Ordnung                                                                      | Gerichte, Gefängnisse, Polizei. |
| Labour Arbeit                                                                                        | Arbeit, Arbeitsbeziehungen, Gesundheit und Sicherheit am Arbeitsplatz.                                                                       |
| Privileges Privilegien                                                                               | Befugnisse, Privilegien und Immunitäten des Parlaments und seiner Mitglieder.                                                                |
| Social Services, Health, and Environment Soziale Dienste, Gesundheit und Umwelt                      | Wohnen, Senioren, Sozialhilfe, Arbeits- und Einkommenssicherung, öffentliche Gesundheit, Umwelt, Naturschutz.                                |

Zusätzlich gibt es drei ständige Select Committees, die mit den Regulationen des Parlaments betraut sind:
| Select Committee                                           | Verantwortlichkeit                                                                            |
| ---------------------------------------------------------- | --------------------------------------------------------------------------------------------- |
| Government Caucus Committee Caucus-Ausschuss der Regierung | Geschäfte des Parlaments nach täglicher Abfolge und Reihenfolge, in der sie behandelt werden. |
| Standing Orders Committee Ausschuss für Geschäftsordnung   | Änderungen der Geschäftsordnung.                                                              |
| Bills Committee Rechnungsausschuss                         | Privat-Abrechnungen.                                                                          |

## Amtszeiten des Parlaments
Das Parlament befindet sich derzeit in seiner 15. Legislaturperiode.
| Periode         | Wahl          | Regierung          |
| --------------- | ------------- | ------------------ |
| 1st Parliament  | 1965          | Cook Islands Party |
| 2nd Parliament  | 1968          | Cook Islands Party |
| 3rd Parliament  | 1972          | Cook Islands Party |
| 4th Parliament  | 1974          | Cook Islands Party |
| 5th Parliament  | 1978          | Democratic Party   |
| 6th Parliament  | März 1983     | Cook Islands Party |
| 7th Parliament  | November 1983 | Democratic Party   |
| 8th Parliament  | 1989          | Cook Islands Party |
| 9th Parliament  | 1994          | Cook Islands Party |
| 10th Parliament | 1999          | Democratic Party   |
| 11th Parliament | 2004          | Democratic Party   |
| 12th Parliament | 2006          | Democratic Party   |
| 13th Parliament | 2010          | Cook Islands Party |
| 14th Parliament | 2014          | Cook Islands Party |
| 15th Parliament | 2018          | Cook Islands Party |